# Wegerich-Scheckenfalter

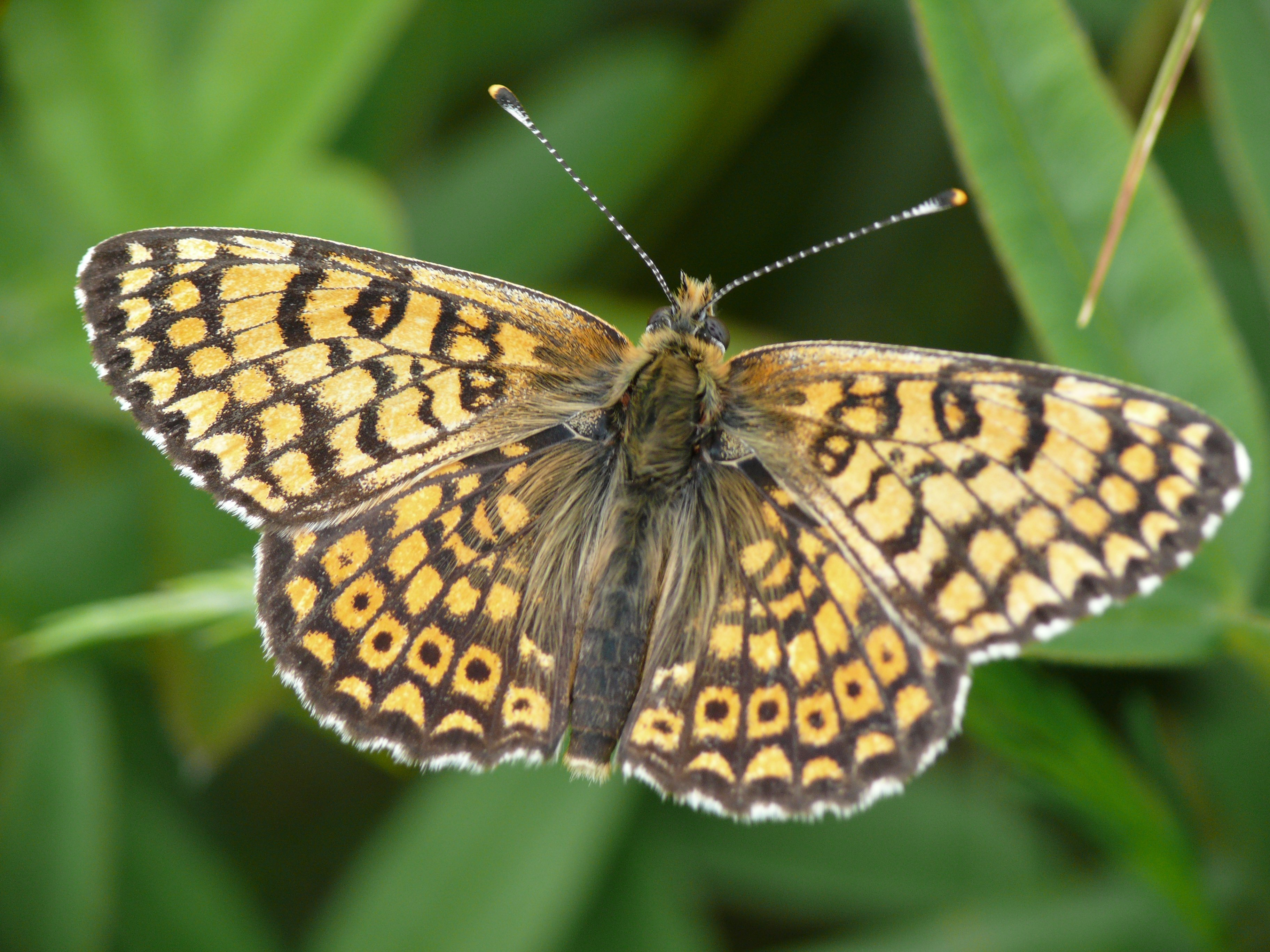
Wegerich-Scheckenfalter

Der Wegerich-Scheckenfalter (Melitaea cinxia) ist ein Schmetterling aus der Familie der Edelfalter (Nymphalidae). Der Name der Art  ist von Cinxia abgeleitet, einem Beinamen der Juno in der griechischen Mythologie.

## Merkmale

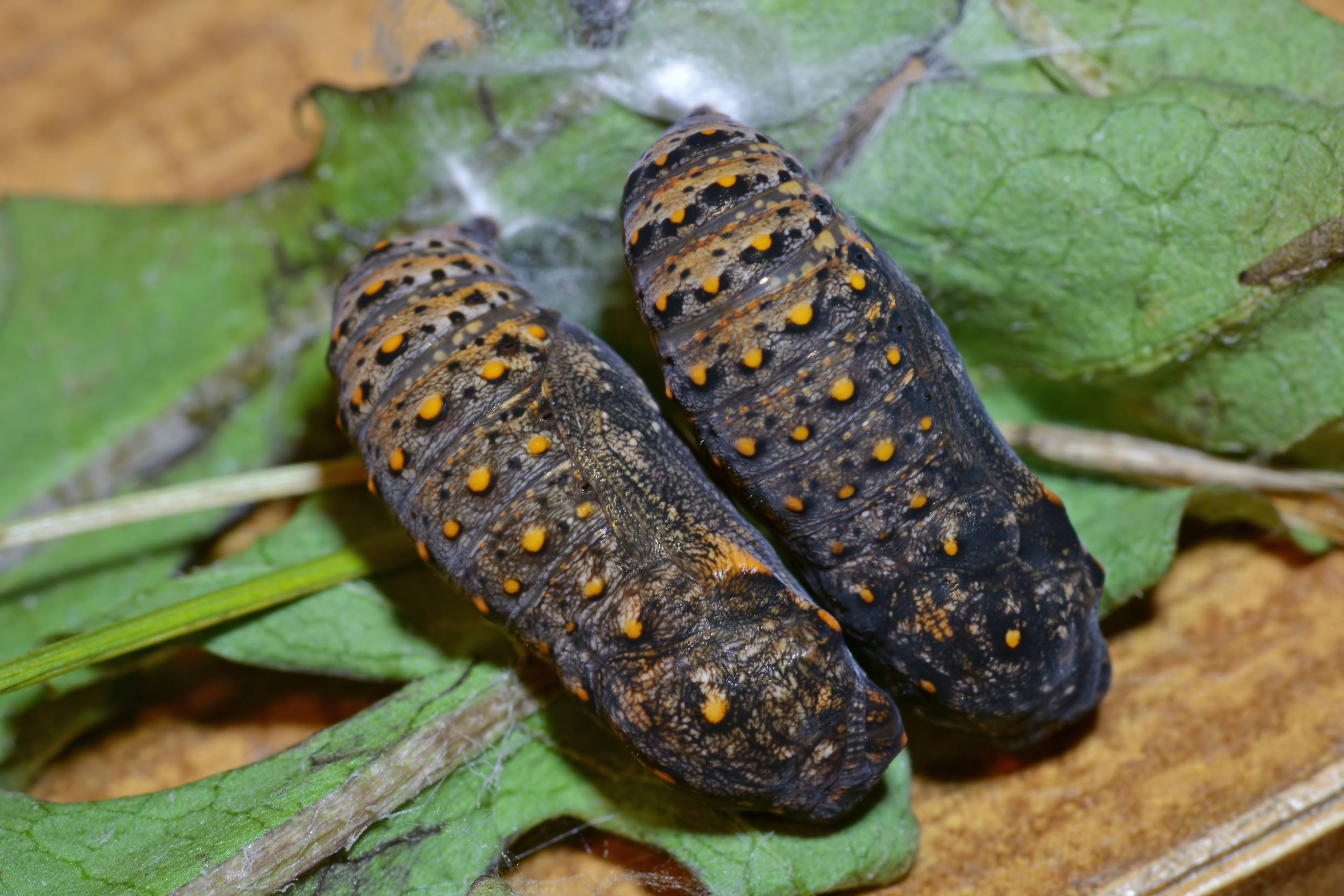
2 Puppen in der Draufsicht

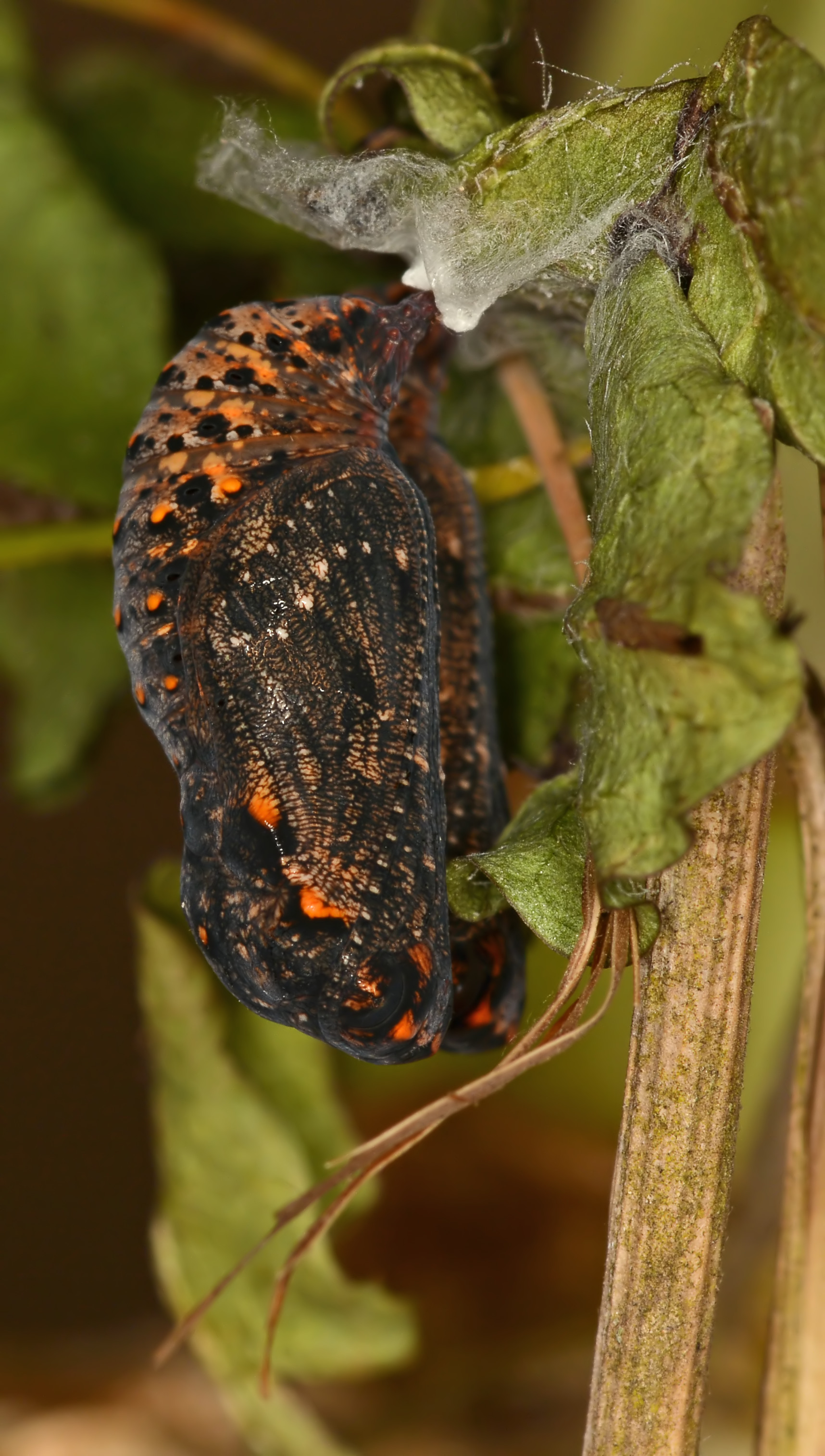
Puppe Seitenansicht

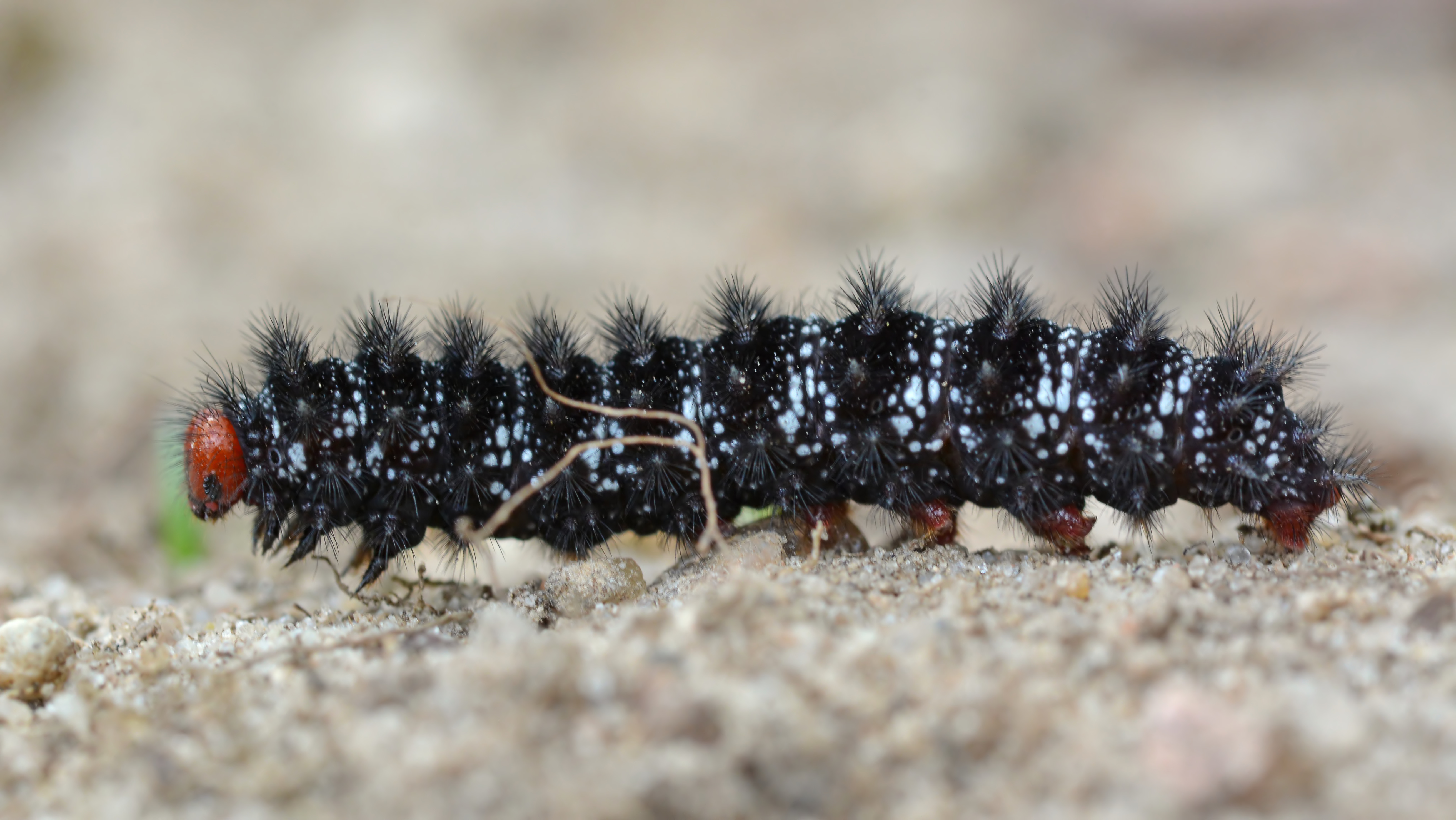

Die Falter erreichen eine Flügelspannweite von 33 bis 40 Millimetern. Sie haben gelbbraune bis orangebraune Flügeloberseiten, die mit einem schwarzen Gittermuster gezeichnet sind. Der Außenrand der Flügel ist weiß. Nahe dem Hinterrand der Hinterflügel finden sich vier bis fünf orange Felder, die schwarz gekernt sind. Die Unterseiten der Hinterflügel sind weiß mit zwei breiten, orangen Querbinden. Die Binden sind schwarz eingerahmt und es finden sich auch in den weißen Bereichen dazwischen zahlreiche schwarze Flecken. Auf der hinteren Binde sind, wie auf der Vorderseite, die orangen Flächen schwarz gekernt.

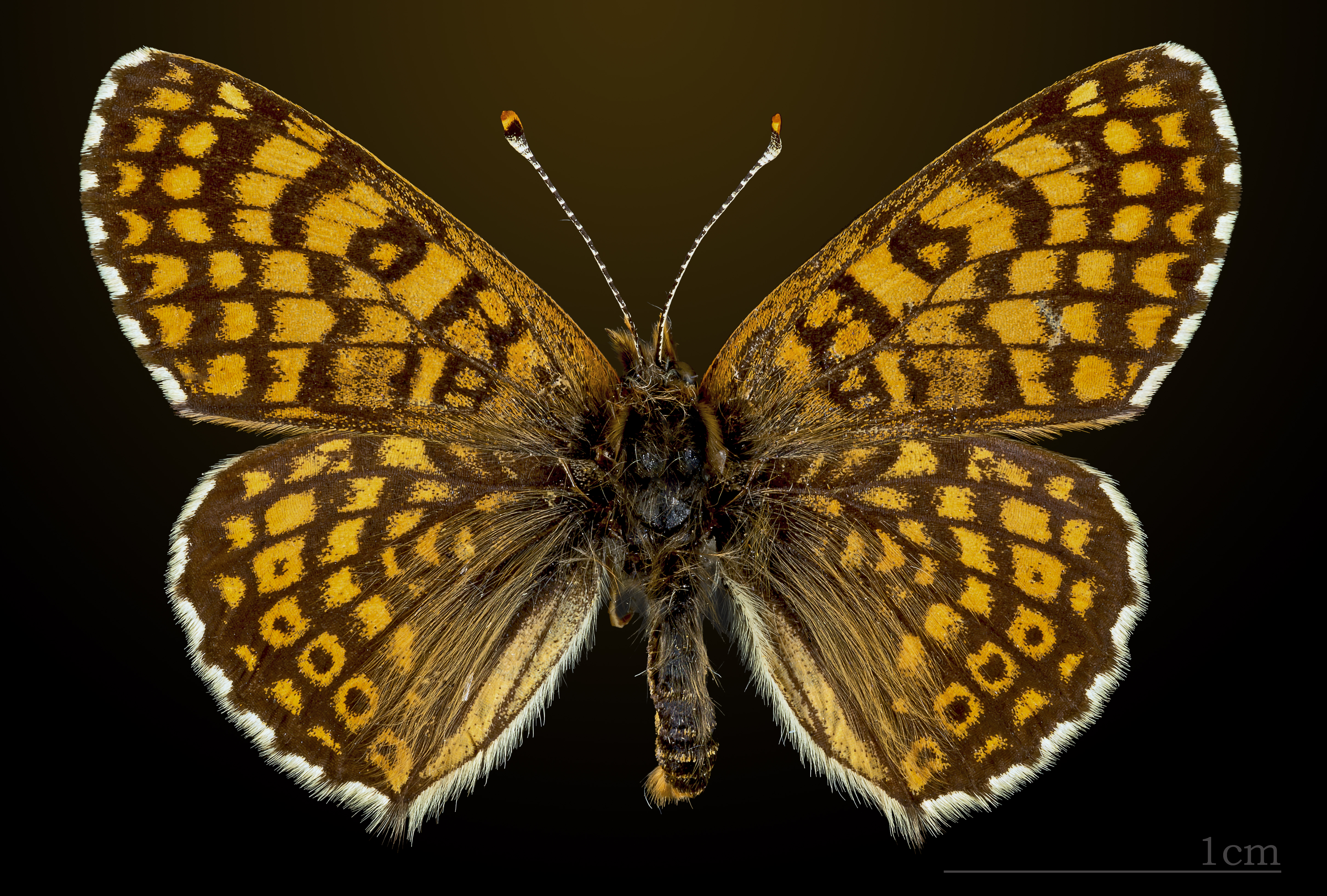
Wegerich-Scheckenfalter
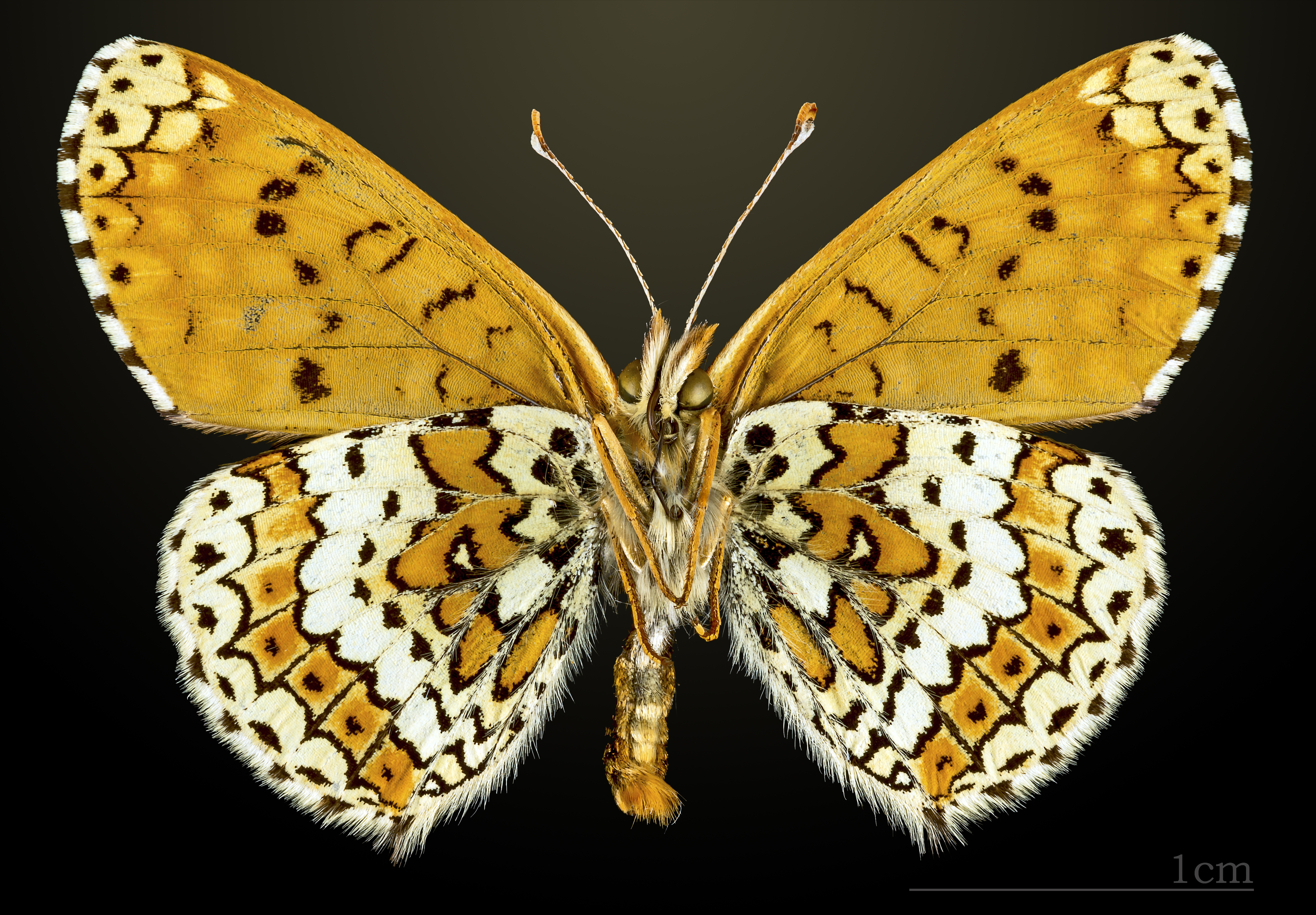
△   Wegerich-Scheckenfalter
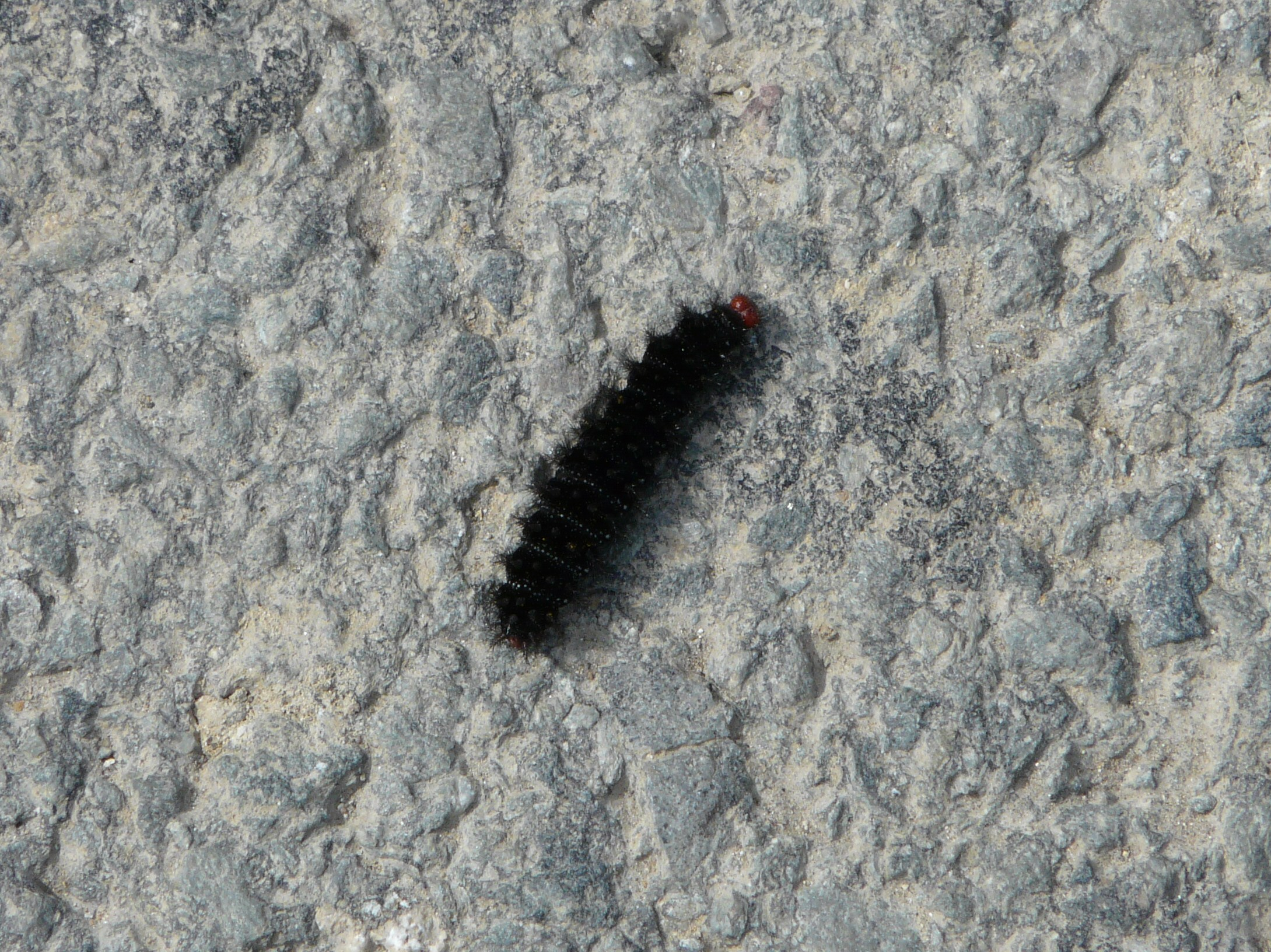
Raupe

Die Raupen werden ca. 25 Millimeter lang und haben zahlreiche, kurze, schwarze Dornen. Sie sind fast ganz schwarz gefärbt und habe wenige weiße, in Querreihen angeordnete weiße Punkte. Ihr Kopf ist rot.

## Vorkommen
Die Tiere leben in fast ganz Europa, außer im Norden und Teilen der Iberischen Halbinsel, außerdem in Teilen von Nordwestafrika, in der Türkei, in Russland, dem Norden Kasachstans und der Mongolei. 
In Europa kann man sie bis in einer Höhe von 2000 m finden, in Nordafrika sogar bis auf 2600 m. In Deutschland kommen sie auch noch in manchen Mittelgebirgen und warmen Stellen in den Alpen vor. Sie leben in offenen und trockenen Gebieten, wie z. B. Trockenrasen, Magerwiesen, Ödland und auch an Waldrändern. 
Diese Art war früher eine der häufigsten Scheckenfalter und allgegenwärtig. Mittlerweile ist sie aber fast überall selten und wird als stark gefährdet eingestuft.

## Lebensweise
Die Falter sind wärmeliebend und sonnen sich gerne am Boden sitzend. Sie fliegen jährlich in einer Generation, je nach Region von Ende April bis Anfang August. In südlichen, warmen Gebieten fliegen sie auch zweimal: von Mai bis Juni und von August bis September.

### Nahrung der Raupen
Die Raupen ernähren sich vor allem von Spitzwegerich (Plantago lanceolata) und von anderen Wegericharten, aber auch von Großem Ehrenpreis (Veronica teucrium), Kleinem Habichtskraut (Hieracium pilosella) und Wiesen-Flockenblume (Centaurea jacea).

## Entwicklung
Die Weibchen legen ihre Eier in mehrschichtigen Häufchen auf der Unterseite der Futterpflanzen ab. Die  geschlüpften Raupen leben gesellig in einen Gespinst und überwintern darin halbwüchsig. Die Raupen sind zunächst braungrau und haben hellbraune Dornen; ihre Köpfe sind braun. Nach der dritten Häutung ist die Grundfarbe schwarz. Zwischen den Segmenten befinden sich silbriggraue Flecken und die Dornen sind jetzt schwarz. Die Köpfe sind dunkelrot. Nach der Überwinterung vereinzeln sie sich rasch. Es folgt eine weitere Häutung zum 5. Larvenstadium. Nun sind die Raupen bald ausgewachsen. Sie verpuppen sich im April oder Mai nahe dem Boden. Ein lockeres Gespinst umgibt die braungrauen Stürzpuppen, die mehrere stumpf abgerundete orange Dornen aufweist.

## Genetik
Melitaea cinxia hat den haploiden Chromosomensatz 1n = 31. Das Z-Chromosom wird als Nummer 31 gezählt. Die Größe des in silico zusammengesetzten Genoms beträgt 484 Mb (Megabasen) und umfasst 92–94 % von 14.810 geschätzten single-copy-Genen. Dieser Tagfalter mag als Modellorganismus dienen, um Entwicklungen in einer Metapopulation zu untersuchen. Das sequenzierte Genom ist abrufbar unter der Projektnummer PRJNA607899.